# Lance Macklin
Lance Noel Macklin (1919. szeptember 2. Kensington, London – 2002. augusztus 22. Tenterden, Kent) brit autóversenyző, aki tizenöt Formula–1 nagydíjon, és számos más versenyen vett részt, többek között a tragikus 1955-ös Le Mans-i 24 órás versenyen és Tourist Trophy-n is. Autóversenyzői pályafutása is abban az évben ért véget. Formula–1-es versenyzőként HWM és Maserati autókkal versenyzett.

## Korai évei
Apja az autóipari vállalkozó Noel Macklin volt, az Eric-Campbell, Silver Hawk, Invicta és a Railton autógyárak, valamint a Fairmile Marine hajógyár alapítója. Ez utóbbi a Brit Királyi Haditengerészet részére ágyú- és torpedónaszádokat gyártott a háború alatt. Lance Macklin az Eton College-be járt, majd tanulmányait Svájcban folytatta. 1939-ben a Haditengerészethez jelentkezett önkéntesként, ahol (apjának tevékenységével összefüggésben) az ágyúnaszádokhoz vezényelték.

## Autóversenyzői pályafutása
A leszerelés után korábbi ambícióit követve autóversenyző lett, és felesben vásárolt egy Maserati Grand Prix versenyautót. Meglepetésére első nevezését, hogy az Isle of Man-i versenyen indulhasson, gyakorlatlansága miatt elutasították. 1949-ben Ian Metcalfe-fal egy 8 literes Bentley-vel indultak a 24 órás Spa-Francorchamps-i futamon, ahol ugyan nem tudták befejezni a versenyt, de az Aston Martin akkori vezetőjét, John Eason Gibsont meggyőzték képességei. Szerződést kapott David Brown Aston Martin csapatában, és a következő évi Le Mans-i 24 órás autóverseny 5. helyén végzett. A HWM színeiben már Stirling Moss-szal versenyzett egy csapatban, több-kevesebb sikerrel. Az 1952-es évben a HWM-Alta versenyautóval megnyerte a Brit Autóversenyzők Klubjának Nemzetközi Kupáját (BRDC International Trophy), ami pályafutásának legragyogóbb eredménye lett. Formula–1-es pályafutása során nem ért el pontot, elsősorban a HWM versenyautók gyengesége miatt. 1954-től a Le Mans-i 24 órás autóversenyen magánversenyzőként, egy Austin-Healey autóval vett részt, és kiváló teljesítményével nagy szolgálatot tett a Donald Healey Motor Company(en) csapatának is. 1955-ben szenvedő részese volt a Le Mans-i katasztrófának is, amely több mint 80 halálos áldozatával a motorsport legtragikusabb baleseteként vált hírhedtté. Az 1955-ös dunrodi Tourist Trophy során ismét karambolozott, amikor megpróbálta elkerülni a Jim Mayers és William T. Smith halálával végződő balesetet. Ennek hatására későbbi felesége, Shelagh Cooper rávette, hogy hagyjon fel az autóversenyzéssel.

## Későbbi évei
Visszavonulása után a francia fémipari vállalathoz, a Facel Vegához állt, akik akkoriban kezdtek el az autóiparban is szerepet vállalni speciális karosszériáikkal, a Panhard, Simca és Delahaye kocsiszekrényekkel és később saját, amerikai mintára készülő luxusautóikkal. A külkereskedelmi tevékenységet irányította Párizsban, majd a vállalat 1964-es megszűnése után egy londoni autókereskedésnek dolgozott.
Egy ideig Spanyolországban is élt, de amikor megbetegedett, visszaköltözött Angliába, ahol a Kent-beli Tenterdenben, néhány nappal a 83. születésnapja előtt hunyt el.

## Magánélete
Lance Macklin jóképű, jó családból származó, hajdani etoni diák volt, aki ismertebb brit autóversenyző társaihoz, Stirling Mosshoz és Mike Hawthornhoz hasonlóan látványos playboy életet élt. Nem volt annyira extravagáns, mint Hawthorn, de hasonlóan szoknyavadász hírében állt. "Sebaj, bemegyek a városba és felszedek egy pipit!" – szokta mondani, ha műszaki hiba miatt nem tudott a versenyre készülni. Előfordult, hogy akár az edzést is kihagyta éppen alakuló nőügyei miatt. Moss-szal jó barátságot ápolt, ami a közös szórakozásra is kiterjedt.
1956-ban vette feleségül Shelagh Coopert, akitől egy lánya és egy fia született. Házasságuk 1963-ban válással ért véget. Később feleségül vette Gill McComisht, aki még egy fiút szült neki.
Az 1955-ös Le Mans-i katasztrófa mély nyomot hagyott Macklinben, aki felháborodott, amikor az általa hibásnak tartott Hawthorn megvádolta, hogy ő okozta a balesetet. Válaszul beperelte Hawthornt, de bírósági döntésig nem jutott az ügy, mert időközben Hawthorn egy közúti balesetben életét veszítette. (A hivatalos vizsgálat számos tényező együttes hatására kialakult versenybalesetnek ítélte meg a tragikus karambolt és senkit nem marasztaltak el.)

## Formula–1-es részvétele
(Táblázat értelmezése)

(Félkövér: pole-pozícióból indult; dőlt: leggyorsabb kört futott) 

| Év   | Csapat            | Karosszéria   | Motor               | 1      | 2      | 3      | 4      | 5      | 6      | 7     | 8      | 9      | Helyezés | Pont |
| ---- | ----------------- | ------------- | ------------------- | ------ | ------ | ------ | ------ | ------ | ------ | ----- | ------ | ------ | -------- | ---- |
| 1952 | HW Motors Ltd     | HWM           | Alta Straight-4     | SUI ki | 500    | BEL 11 | FRA 9  | GBR 15 | GER    | NED 8 | ITA nk |        | hn       | 0    |
| 1953 | HW Motors Ltd     | HWM           | Alta Straight-4     | ARG    | 500    | NED ki | BEL ki | FRA ki | GBR ki | GER   | SUI ki | ITA ki | hn       | 0    |
| 1954 | HW Motors Ltd     | HWM           | Alta Straight-4     | ARG    | 500    | BEL    | FRA ki | GBR    | GER    | SUI   | ITA    | ESP    | hn       | 0    |
| 1955 | Stirling Moss Ltd | Maserati 250F | Maserati Straight-6 | ARG    | MON nk | 500    | BEL    | NED    | GBR 8  | ITA   |        |        | hn       | 0    |

## Fordítás
Ez a szócikk részben vagy egészben  a   Lance Macklin című angol Wikipédia-szócikk ezen változatának fordításán alapul.  Az eredeti cikk szerkesztőit annak laptörténete sorolja fel. Ez a jelzés csupán a megfogalmazás eredetét és a szerzői jogokat jelzi, nem szolgál a cikkben szereplő információk forrásmegjelöléseként.